# Супертрамп
Супертрамп (на английски: Supertramp) е британска рок група. Основана е през 1969 година и през първите години от съществуването си издава няколко амбициозни прогресив рок албума. В края на 70-те години стилът на групата става по-лек и близък до поп рока. От този период са и най-популярните им песни Give a Little Bit, The Logical Song, Breakfast in America. Групата съществува до 1988 година, като се събира още няколко пъти след това.

## История
Създадена е през 1969 г. Супетрамп е може би единствената група, която просъществува благодарение на парите на един запален почитател на рокмузиката. Групата работи няколко години без никакъв успех, музикантите се сменят един след друг и едва през 1974 г., след една грижливо подготвена рекламна кампания, албумът Престъплението на века (Crime of the Century) привлича вниманието във Великобритания. За признание в САЩ групата ще чака още няколко години, преминали в турнета и в участие на програмите на радиостанциите. Връхната точка на популярност Супертрамп постига в края на 70-те с албума „Закуска в Америка“ (Breakfast in America). Албумът „Париж“ (Paris) e двоен и е записан по време на концерт. В началото на 1983 г. Роджър Ходжсън напуска групата и продължава да работи като солист, а през 1987 г. издава самостоятелен албум – Hi Hi.

## Състав
- Роджър Ходжсън – китара, вокали, бас (до 1983 г.)
- Ричард Дейвис – класическа китара, вокали
- Ричард Палмър – китара (до 1970 г.)
- Боб Милър – ударни (до 1970 г.)
- Дейв Уинтръп – саксофон (от 1970 г. до 1974 г.)
- Франк Фарел – бас (от 1971 г. до 1974 г.)
- Кевин Къри – ударни (от 1971 г. до 1974 г.)
- Джон Хелиуел – саксофон, кларинет (от 1974 г.)
- Дъги Томпсън – бас (от 1974 г.
- Боб Бенбърг – ударни (от 1974 г.)
- Рик Дейвис – вокали (от 1987 г.)

## Времева линия
|  | Тази страница частично или изцяло представлява превод на страницата Supertramp в Уикипедия на руски. Оригиналният текст, както и този превод, са защитени от Лиценза „Криейтив Комънс – Признание – Споделяне на споделеното“, а за съдържание, създадено преди юни 2009 година – от Лиценза за свободна документация на ГНУ. Прегледайте историята на редакциите на оригиналната страница, както и на преводната страница, за да видите списъка на съавторите. ВАЖНО: Този шаблон се отнася единствено до авторските права върху съдържанието на статията. Добавянето му не отменя изискването да се посочват конкретни източници на твърденията, които да бъдат благонадеждни. |

## Албуми
- Supertramp – 1970 г.
- Indelibly Stamped – 1971 г.
- Crime of the Century – 1974 г.
- Crisis?What Crisis? – 1975 г.
- Even in the Quietest Moments – 1977 г.
- Breakfast in America – 1979 г.
- Paris – 1980 г.
- ...Fanouse Last Words... – 1982 г.
- Brother Where You Bound – 1985 г.
- Face as a Bird – 1987 г.
- Some Things Never Change – 1997 г.
- Slow Motion – 2002 г.